# Alfred Henry Garrod
Alfred Henry Garrod (* 18. Mai 1846 in London; † 17. Oktober 1879) war ein englischer Zoologe, Physiologe und Hochschullehrer. Er befasste sich vor allem mit der Anatomie von Vögeln und Wiederkäuern. Er lehrte vergleichende Anatomie am King’s College sowie an der Royal Institution of Great Britain.

## Leben
Alfred Henry Garrod wurde 1846 in London geboren. Sein Vater, Alfred Baring Garrod, und einer seiner drei jüngeren Brüder, Archibald Garrod, waren beide Ärzte, anerkannte Wissenschaftler und Fellows der Royal Society. Er selbst besuchte die University College School und im Anschluss das University College London, ehe er 1864, um wie sein Vater eine medizinische Laufbahn anzustreben, auf das King’s College wechselte. 1868 erhielt er eine Lizenz der Society of Apothecaries of London (Londoner Apothekergemeinschaft). Bereits 1867 immatrikulierte er sich am Gonville and Caius College, ehe er ein Jahr später an das St John’s College (beide Cambridge) wechselte, um seiner Ausbildung eine verstärkt naturwissenschaftliche Richtung zu geben. Ab 1871 arbeitete er als Prosektor für die Zoological Society of London, spezialisierte sich in dieser Zeit auf die Anatomie von Vögeln und Wiederkäuern und veröffentlichte zahlreiche Artikel in Fachzeitschriften in diesen Disziplinen. 1874 folgte er dem Ruf an das King’s College und lehrte dort vergleichende Anatomie, ehe er ab 1875 auch als Fullerian Professor an der Royal Institution of Great Britain arbeitete. 1876 wurde er, wie sein Vater vor und sein Bruder nach ihm, zum Fellow der Royal Society gewählt. Im Laufe der Zeit veröffentlichte er auch wissenschaftliche Arbeiten zur Physiologie von Tieren und hatte die Möglichkeit, 1876 als Gründungsmitglied in die Physiological Society of London aufgenommen zu werden, lehnte jedoch ab, da er sich selbst eher als vergleichender Anatom verstand.
Garrod verstarb bereits 1879 im Alter von 33 Jahren an Tuberkulose. Postum veröffentlichte sein enger Freund William Alexander Forbes eine Sammlung wissenschaftlicher Arbeiten Garrods samt biographischer Notizen. Forbes war es auch, der die Gattung der Graurücken-Sturmschwalbe zu Garrods Ehren Garrodia nannte.